# Dunkierka
Dunkierka (fr. Dunkerque, wymowaⓘ; niderl. Duinkerke) – miasto we Francji, w regionie Hauts-de-France, w departamencie Nord, położone nad Morzem Północnym, usytuowane niedaleko granicy z Belgią; najbardziej wysunięte na północ miasto Francji.

## Demografia
Według danych na 2010 r. miasto liczyło 92 005 mieszkańców, a gęstość zaludnienia wynosiła 2096 osób/km².

## Historia
Dunkierkę założono około 800 r. jako flamandzką osadę rybacką. W 1622 r. dla osłony portu od strony zachodniej Hiszpanie zbudowali fort Mardyck. W 1646 r. po 17 dniach oblężenia Kondeusz zdobył Dunkierkę dla Francji. 16 września 1652 miasto znów przechodzi w ręce Hiszpanów. 26 maja 1658 Turenne rozpoczął ponowne oblężenie. Po zwycięstwie koalicji angielsko-francuskiej w bitwie na wydmach (14 czerwca 1658), w której Turenne i Lockhart pobili przybyłą na odsiecz Dunkierce armię don Juana d’Austria i Kondeusza, miasto poddaje się Francuzom 25 czerwca 1658. Wieczorem Ludwik XIV przekazał je Cromwellowi (tzw. la folle journée, dzień, w którym Dunkierka znajdowała się kolejno pod panowaniem hiszpańskim, francuskim i angielskim). Po śmierci Cromwella, po ponad czteroletnim panowaniu angielskim, potrzebujący pieniędzy Karol II Stuart zaoferował Dunkierkę Francji za dwanaście milionów liwrów. Negocjacje ze strony francuskiej prowadził Godefroi d’Estrades. Ostatecznie Francja przekazała 5 milionów i otrzymała za tę sumę Dunkierkę i Mardyck. 27 września 1662 Francuzi weszli do miasta, a 2 grudnia 1662 odbył się tryumfalny wjazd Ludwika XIV. W XIX w. szybki rozwój miasta dzięki wybudowaniu połączenia kolejowego łączącego region hutniczo-górniczy północnej Francji z portem w Dunkierce. Podczas II wojny światowej miejsce ewakuacji brytyjskiego korpusu ekspedycyjnego i wojsk francuskich między 26 maja i 3 czerwca 1940, znanej pod kryptonimem „Dynamo”. Do ewakuacji wykorzystano wszystkie dostępne w porcie rodzaje statków i łodzi, pozostawiając na francuskim brzegu ogromne ilości sprzętu wojskowego (2 tys. dział, 500 tys. ton wyposażenia) oraz około 40 tys. francuskich żołnierzy. Ewakuowano 338 226 brytyjskich i francuskich żołnierzy. Brytyjska i francuska flota straciły około 300 statków różnego typu. Ewakuacja była możliwa dzięki temu, że niemieckie wojska lądowe otrzymały rozkaz zatrzymania natarcia. Dunkierka została wyzwolona spod okupacji niemieckiej dopiero w maju 1945 r. przez wojska kanadyjskie i 1 Czechosłowacką Brygadę Pancerną. 4 marca 1947 Wielka Brytania i Francja podpisały tutaj traktat z Dunkierki.
W Dunkierce urodził się biskup Jean-Marie Gaëtan Ogez.

## Gospodarka
W mieście zlokalizowany jest przemysł hutniczy, metalurgiczny i stoczniowy.

## Transport
W mieście znajdują się duży port pasażerski i rybacki, a także stacja kolejowa Gare de Dunkerque. Połączenie autostradą A25 z Lille. Port w Dunkierce jest trzecim co do wielkości we Francji. Ze względu na swoje strategiczne położenie odgrywa dużą rolę w transporcie pasażerskim i frachtowym między Europą i Wielką Brytanią. Promy pasażerskie wypływają co 2 godziny do angielskiego portu w Dover. Dunkierka stała się popularnym portem promowym wśród polskich emigrantów, przemieszczających się między Polską a Wielką Brytanią i Irlandią. Z Dunkierki mogą się przeprawić tylko zmotoryzowani pasażerowie.

## Turystyka
Znajdują się tam Muzeum Sztuk Pięknych oraz Muzeum Portowe z 6 statkami muzealnymi oraz Statua Jana Barta.

## Miasta partnerskie

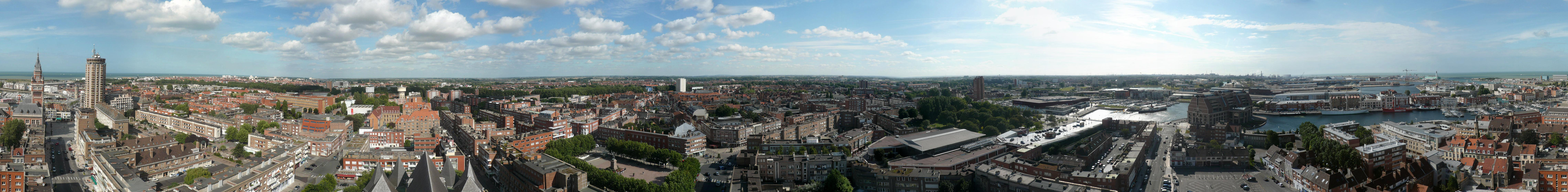
Panorama Dunkierki

- Krefeld
- Middlesbrough
- Rostock
- Ryga
- Vitória
- Suwałki